# Первая лига Украины по футболу 2015/2016
Первая лига Украины по футболу 2015/2016 — 25-й сезон Чемпионата Украины по футболу среди представителей Первой лиги.

## Состав участников
| Клуб              | Город           | Стадион               | Вместимость |
| ----------------- | --------------- | --------------------- | ----------- |
| Авангард          | Краматорск      | Авангард              | 4000        |
| Гелиос            | Харьков         | Солнечный             | 5000        |
| Горняк            | Кривой Рог      | Металлург             | 29 783      |
| Горняк-Спорт      | Горишние Плавни | Юность                | 2500        |
| Десна             | Чернигов        | Им. Ю. Гагарина       | 12 060      |
| Динамо-2          | Киев            | УТБ «Динамо»          | 750         |
| Звезда            | Кировоград      | Звезда                | 14 628      |
| Ильичёвец         | Мариуполь       | Ильичёвец             | 12 680      |
| Нефтяник-Укрнефть | Ахтырка         | Нефтяник              | 5256        |
| Нива              | Тернополь       | Городской             | 16 450      |
| Николаев          | Николаев        | Центральный городской | 16 700      |
| Оболонь-Бровар    | Киев            | Оболонь-Арена         | 5100        |
| Полтава           | Полтава         | Локомотив             | 2500        |
| Сумы              | Сумы            | Юбилейный             | 25 830      |
| Тернополь         | Тернополь       | Городской             | 16 450      |
| Черкасский Днепр  | Черкассы        | Центральный           | 10 340      |

- — Выбывание из Премьер-лиги
- — Выход из второй лиги

## Региональное распределение
| Регион                   | Кол-во | Участники                   |
| ------------------------ | ------ | --------------------------- |
| Донецкая область         | 2      | Авангард, Ильичёвец         |
| Киев                     | 2      | Динамо-2, Оболонь-Бровар    |
| Полтавская область       | 2      | ФК Полтава, Горняк-Спорт    |
| Сумская область          | 2      | Нефтяник-Укрнефть, ПФК Сумы |
| Тернопольская область    | 2      | Нива, ФК Тернополь          |
| Днепропетровская область | 1      | Горняк                      |
| Кировоградская область   | 1      | Звезда                      |
| Николаевская область     | 1      | МФК Николаев                |
| Харьковская область      | 1      | Гелиос                      |
| Черниговская область     | 1      | Десна                       |
| Черкасская область       | 1      | Черкасский Днепр            |

| Ахтырка | Киев | Киев | Кировоград | Горишние Плавни | Краматорск          |
| --- | --- | --- | --- | --- | ------------------- |
| Нефтяник | УТБ «Динамо» | Оболонь-Арена | Звезда | Юность | Авангард            |
| Вместимость: 5,526 | Вместимость: 750 | Вместимость: 5,100 | Вместимость: 14,628 | Вместимость: 2,500 | Вместимость: 4,000  |
| | | | | |                     |
| Кривой Рог | \| Динамо-2 Гелиос Авангард Нефтяник-Укрнефть Звезда Оболонь-Бровар Николаев Сумы Полтава Десна Нива Горняк Горняк-Спорт Ильичёвец Тернополь Черкасский ДнепрМестоположение стадионов участников первой лиги 2015/2016 \| | \| Динамо-2 Гелиос Авангард Нефтяник-Укрнефть Звезда Оболонь-Бровар Николаев Сумы Полтава Десна Нива Горняк Горняк-Спорт Ильичёвец Тернополь Черкасский ДнепрМестоположение стадионов участников первой лиги 2015/2016 \| | \| Динамо-2 Гелиос Авангард Нефтяник-Укрнефть Звезда Оболонь-Бровар Николаев Сумы Полтава Десна Нива Горняк Горняк-Спорт Ильичёвец Тернополь Черкасский ДнепрМестоположение стадионов участников первой лиги 2015/2016 \| | \| Динамо-2 Гелиос Авангард Нефтяник-Укрнефть Звезда Оболонь-Бровар Николаев Сумы Полтава Десна Нива Горняк Горняк-Спорт Ильичёвец Тернополь Черкасский ДнепрМестоположение стадионов участников первой лиги 2015/2016 \| | Мариуполь           |
| Металлург | \| Динамо-2 Гелиос Авангард Нефтяник-Укрнефть Звезда Оболонь-Бровар Николаев Сумы Полтава Десна Нива Горняк Горняк-Спорт Ильичёвец Тернополь Черкасский ДнепрМестоположение стадионов участников первой лиги 2015/2016 \| | \| Динамо-2 Гелиос Авангард Нефтяник-Укрнефть Звезда Оболонь-Бровар Николаев Сумы Полтава Десна Нива Горняк Горняк-Спорт Ильичёвец Тернополь Черкасский ДнепрМестоположение стадионов участников первой лиги 2015/2016 \| | \| Динамо-2 Гелиос Авангард Нефтяник-Укрнефть Звезда Оболонь-Бровар Николаев Сумы Полтава Десна Нива Горняк Горняк-Спорт Ильичёвец Тернополь Черкасский ДнепрМестоположение стадионов участников первой лиги 2015/2016 \| | \| Динамо-2 Гелиос Авангард Нефтяник-Укрнефть Звезда Оболонь-Бровар Николаев Сумы Полтава Десна Нива Горняк Горняк-Спорт Ильичёвец Тернополь Черкасский ДнепрМестоположение стадионов участников первой лиги 2015/2016 \| | Ильичёвец           |
| Вместимость: 29,783 | \| Динамо-2 Гелиос Авангард Нефтяник-Укрнефть Звезда Оболонь-Бровар Николаев Сумы Полтава Десна Нива Горняк Горняк-Спорт Ильичёвец Тернополь Черкасский ДнепрМестоположение стадионов участников первой лиги 2015/2016 \| | \| Динамо-2 Гелиос Авангард Нефтяник-Укрнефть Звезда Оболонь-Бровар Николаев Сумы Полтава Десна Нива Горняк Горняк-Спорт Ильичёвец Тернополь Черкасский ДнепрМестоположение стадионов участников первой лиги 2015/2016 \| | \| Динамо-2 Гелиос Авангард Нефтяник-Укрнефть Звезда Оболонь-Бровар Николаев Сумы Полтава Десна Нива Горняк Горняк-Спорт Ильичёвец Тернополь Черкасский ДнепрМестоположение стадионов участников первой лиги 2015/2016 \| | \| Динамо-2 Гелиос Авангард Нефтяник-Укрнефть Звезда Оболонь-Бровар Николаев Сумы Полтава Десна Нива Горняк Горняк-Спорт Ильичёвец Тернополь Черкасский ДнепрМестоположение стадионов участников первой лиги 2015/2016 \| | Вместимость: 12,680 |
| | \| Динамо-2 Гелиос Авангард Нефтяник-Укрнефть Звезда Оболонь-Бровар Николаев Сумы Полтава Десна Нива Горняк Горняк-Спорт Ильичёвец Тернополь Черкасский ДнепрМестоположение стадионов участников первой лиги 2015/2016 \| | \| Динамо-2 Гелиос Авангард Нефтяник-Укрнефть Звезда Оболонь-Бровар Николаев Сумы Полтава Десна Нива Горняк Горняк-Спорт Ильичёвец Тернополь Черкасский ДнепрМестоположение стадионов участников первой лиги 2015/2016 \| | \| Динамо-2 Гелиос Авангард Нефтяник-Укрнефть Звезда Оболонь-Бровар Николаев Сумы Полтава Десна Нива Горняк Горняк-Спорт Ильичёвец Тернополь Черкасский ДнепрМестоположение стадионов участников первой лиги 2015/2016 \| | \| Динамо-2 Гелиос Авангард Нефтяник-Укрнефть Звезда Оболонь-Бровар Николаев Сумы Полтава Десна Нива Горняк Горняк-Спорт Ильичёвец Тернополь Черкасский ДнепрМестоположение стадионов участников первой лиги 2015/2016 \| |                     |
| Николаев | \| Динамо-2 Гелиос Авангард Нефтяник-Укрнефть Звезда Оболонь-Бровар Николаев Сумы Полтава Десна Нива Горняк Горняк-Спорт Ильичёвец Тернополь Черкасский ДнепрМестоположение стадионов участников первой лиги 2015/2016 \| | \| Динамо-2 Гелиос Авангард Нефтяник-Укрнефть Звезда Оболонь-Бровар Николаев Сумы Полтава Десна Нива Горняк Горняк-Спорт Ильичёвец Тернополь Черкасский ДнепрМестоположение стадионов участников первой лиги 2015/2016 \| | \| Динамо-2 Гелиос Авангард Нефтяник-Укрнефть Звезда Оболонь-Бровар Николаев Сумы Полтава Десна Нива Горняк Горняк-Спорт Ильичёвец Тернополь Черкасский ДнепрМестоположение стадионов участников первой лиги 2015/2016 \| | \| Динамо-2 Гелиос Авангард Нефтяник-Укрнефть Звезда Оболонь-Бровар Николаев Сумы Полтава Десна Нива Горняк Горняк-Спорт Ильичёвец Тернополь Черкасский ДнепрМестоположение стадионов участников первой лиги 2015/2016 \| | Полтава             |
| Центральный городской | \| Динамо-2 Гелиос Авангард Нефтяник-Укрнефть Звезда Оболонь-Бровар Николаев Сумы Полтава Десна Нива Горняк Горняк-Спорт Ильичёвец Тернополь Черкасский ДнепрМестоположение стадионов участников первой лиги 2015/2016 \| | \| Динамо-2 Гелиос Авангард Нефтяник-Укрнефть Звезда Оболонь-Бровар Николаев Сумы Полтава Десна Нива Горняк Горняк-Спорт Ильичёвец Тернополь Черкасский ДнепрМестоположение стадионов участников первой лиги 2015/2016 \| | \| Динамо-2 Гелиос Авангард Нефтяник-Укрнефть Звезда Оболонь-Бровар Николаев Сумы Полтава Десна Нива Горняк Горняк-Спорт Ильичёвец Тернополь Черкасский ДнепрМестоположение стадионов участников первой лиги 2015/2016 \| | \| Динамо-2 Гелиос Авангард Нефтяник-Укрнефть Звезда Оболонь-Бровар Николаев Сумы Полтава Десна Нива Горняк Горняк-Спорт Ильичёвец Тернополь Черкасский ДнепрМестоположение стадионов участников первой лиги 2015/2016 \| | Локомотив           |
| Вместимость: 16,700 | \| Динамо-2 Гелиос Авангард Нефтяник-Укрнефть Звезда Оболонь-Бровар Николаев Сумы Полтава Десна Нива Горняк Горняк-Спорт Ильичёвец Тернополь Черкасский ДнепрМестоположение стадионов участников первой лиги 2015/2016 \| | \| Динамо-2 Гелиос Авангард Нефтяник-Укрнефть Звезда Оболонь-Бровар Николаев Сумы Полтава Десна Нива Горняк Горняк-Спорт Ильичёвец Тернополь Черкасский ДнепрМестоположение стадионов участников первой лиги 2015/2016 \| | \| Динамо-2 Гелиос Авангард Нефтяник-Укрнефть Звезда Оболонь-Бровар Николаев Сумы Полтава Десна Нива Горняк Горняк-Спорт Ильичёвец Тернополь Черкасский ДнепрМестоположение стадионов участников первой лиги 2015/2016 \| | \| Динамо-2 Гелиос Авангард Нефтяник-Укрнефть Звезда Оболонь-Бровар Николаев Сумы Полтава Десна Нива Горняк Горняк-Спорт Ильичёвец Тернополь Черкасский ДнепрМестоположение стадионов участников первой лиги 2015/2016 \| | Вместимость: 2,500  |
| | \| Динамо-2 Гелиос Авангард Нефтяник-Укрнефть Звезда Оболонь-Бровар Николаев Сумы Полтава Десна Нива Горняк Горняк-Спорт Ильичёвец Тернополь Черкасский ДнепрМестоположение стадионов участников первой лиги 2015/2016 \| | \| Динамо-2 Гелиос Авангард Нефтяник-Укрнефть Звезда Оболонь-Бровар Николаев Сумы Полтава Десна Нива Горняк Горняк-Спорт Ильичёвец Тернополь Черкасский ДнепрМестоположение стадионов участников первой лиги 2015/2016 \| | \| Динамо-2 Гелиос Авангард Нефтяник-Укрнефть Звезда Оболонь-Бровар Николаев Сумы Полтава Десна Нива Горняк Горняк-Спорт Ильичёвец Тернополь Черкасский ДнепрМестоположение стадионов участников первой лиги 2015/2016 \| | \| Динамо-2 Гелиос Авангард Нефтяник-Укрнефть Звезда Оболонь-Бровар Николаев Сумы Полтава Десна Нива Горняк Горняк-Спорт Ильичёвец Тернополь Черкасский ДнепрМестоположение стадионов участников первой лиги 2015/2016 \| |                     |
| Сумы | Тернополь | Харьков | Черкассы | Чернигов |                     |
| Юбилейный | Городской | Солнечный | Центральный | Им. Ю. Гагарина |                     |
| Вместимость: 25,830 | Вместимость: 16,450 | Вместимость: 5,000 | Вместимость: 10,340 | Вместимость: 12,060 |                     |
| | | | | |                     |
| Динамо-2 Гелиос Авангард Нефтяник-Укрнефть Звезда Оболонь-Бровар Николаев Сумы Полтава Десна Нива Горняк Горняк-Спорт Ильичёвец Тернополь Черкасский ДнепрМестоположение стадионов участников первой лиги 2015/2016 | | | | |                     |

| Динамо-2 Гелиос Авангард Нефтяник-Укрнефть Звезда Оболонь-Бровар Николаев Сумы Полтава Десна Нива Горняк Горняк-Спорт Ильичёвец Тернополь Черкасский ДнепрМестоположение стадионов участников первой лиги 2015/2016 |

## Турнирная таблица
| М  | Команда           | И  | В  | Н  | П  | Мячи    | ±   | О     | Примечания                         |
| -- | ----------------- | -- | -- | -- | -- | ------- | --- | ----- | ---------------------------------- |
|    | Звезда            | 30 | 20 | 5  | 5  | 49 − 22 | +27 | 65    | Выход в Премьер-лигу 2016/2017     |
|    | Черкасский Днепр  | 30 | 16 | 7  | 7  | 45 − 27 | +18 | 55 \| |                                    |
|    | Оболонь-Бровар    | 30 | 16 | 6  | 8  | 45 − 35 | +10 | 54 \| |                                    |
| 4  | Ильичёвец         | 30 | 14 | 11 | 5  | 34 − 24 | +10 | 53 \| |                                    |
| 5  | Гелиос            | 30 | 13 | 12 | 5  | 33 − 24 | +9  | 51 \| |                                    |
| 6  | Горняк            | 30 | 13 | 10 | 7  | 39 − 27 | +12 | 49    | Снялся с чемпионата сезона 2016/17 |
| 7  | Николаев*         | 30 | 13 | 8  | 9  | 35 − 27 | +8  | 44 \| |                                    |
| 8  | Десна             | 30 | 11 | 7  | 12 | 30 − 30 | 0   | 40 \| |                                    |
| 9  | Нефтяник-Укрнефть | 30 | 11 | 7  | 12 | 31 − 33 | −2  | 40 \| |                                    |
| 10 | Полтава           | 30 | 10 | 8  | 12 | 29 − 32 | −3  | 38 \| |                                    |
| 11 | Динамо-2          | 30 | 9  | 9  | 12 | 27 − 34 | −7  | 36    | Расформирован с сезона 2016/17     |
| 12 | Горняк-Спорт      | 30 | 8  | 9  | 13 | 30 − 35 | −5  | 33 \| |                                    |
| 13 | Авангард          | 30 | 8  | 8  | 14 | 29 − 42 | −13 | 32 \| |                                    |
| 14 | Сумы              | 30 | 8  | 6  | 16 | 35 − 54 | −19 | 30 \| |                                    |
| 15 | Тернополь*        | 30 | 6  | 7  | 17 | 18 − 47 | −29 | 22 \| |                                    |
| 16 | Нива*             | 30 | 2  | 4  | 24 | 10 − 26 | −16 | 7*    | Расформирован                      |

И — игры, В — выигрыши, Н — ничьи, П — проигрыши, Мячи — забитые и пропущенные голы, ± — разница голов, О — очки

Приоритет: 1) очки; 2) разница голов; 3) Забитые голы; 4) Рейтинг честной игры
- С команд ФК «Тернополь» и ФК «Нива» (Тернополь) снято по три турнирных очка в соответствии с решением КДК ФФУ от 2 сентября 2015 года[3]. В связи с подачей командами апелляций решение КДК приостановлено[4], но в марте апелляцию отклонили[5].

- С команды «Николаев» снято 3 очка[6]. В связи с подачей командами апелляций решение КДК приостановлено, но в марте апелляцию отклонили[5].

- Команда «Нива» Тернополь исключена из состава участников соревнований Чемпионата Украины среди клубов первой лиги сезона 2015/16 согласно решению КДК ФФУ от 1 апреля 2016 года[7].

## Составы

### Тренеры и капитаны
| Команда           | Тренер                       | Капитан          |
| ----------------- | ---------------------------- | ---------------- |
| Авангард          | Яков Крипак                  | Дмитрий Швец     |
| Гелиос            | Сергей Сизихин (и. о.)       | Сергей Лобойко   |
| Горняк            | Геннадий Приходько           | Роман Гурин      |
| Горняк-Спорт      | Игорь Жабченко               | Игорь Кириенко   |
| Десна             | Александр Рябоконь           | Вадим Мельник    |
| Динамо-2          | Вадим Евтушенко              | Иван Трубочкин   |
| Звезда            | Сергей Лавриненко            | Олег Допилка     |
| Ильичёвец         | Валерий Кривенцов            | Дмитрий Мишнёв   |
| Нива              | −                            | −                |
| Николаев          | Руслан Забранский            | Роман Чумак      |
| Оболонь-Бровар    | Сергей Солдатов              | Андрей Корнев    |
| Нефтяник-Укрнефть | Владимир Кныш                | Леонид Бояринцев |
| Полтава           | Анатолий Бессмертный (и. о.) | Алексей Зозуля   |
| Сумы              | Юрий Ярошенко                | Олег Котелюх     |
| Тернополь         | Василий Ивегеш               | Андрей Кондзёлка |
| Черкасский Днепр  | Игорь Столовицкий            | Олег Тарасенко   |

### Тренерские изменения
| Клуб              | Ушедший тренер     | Причина ухода     | Дата ухода      | Позиция | Новый тренер                 | Дата назначения | Позиция |
| ----------------- | ------------------ | ----------------- | --------------- | ------- | ---------------------------- | --------------- | ------- |
| Ильичёвец         | Николай Павлов     | отставка          | Перед сезоном   |         | Валерий Кривенцов            | Перед сезоном   |         |
| Нефтяник-Укрнефть | Вадим Колесник     | отставка          | Перед сезоном   |         | Владимир Кныш                | Перед сезоном   |         |
| Полтава           | Олег Федорчук      | обоюдное согласие | 1 сентября 2015 | 12      | Анатолий Бессмертный (и. о.) | 2 сентября 2015 | 12      |
| Нива              | Роман Толочко      | отставка          | 8 сентября 2015 | 16      | Пётр Бадло (и. о.)           | 8 сентября 2015 | 16      |
| Нива              | Пётр Бадло (и. о.) | роспуск команды   | 2 февраля 2016  | 16      | −                            | −               | −       |

### Иностранцы
Список иностранных футболистов, выступающих в командах первой лиги в сезоне 2015/16
| # | Футболист        | Команда          | Возраст | Амплуа | Матчи | Минуты | Голы | Стаж в сборных       |
| - | ---------------- | ---------------- | ------- | ------ | ----- | ------ | ---- | -------------------- |
| 1 | Виталий Бордиян  | Гелиос           | 31      | RB     | 15    | 1219   | 0    | Да: А 39/1, U21 16/0 |
| 2 | Ахлидин Исраилов | Динамо-2         | 21      | CM     | 23    | 1914   | 4    | Да: А 9/2, U21 10/1  |
| 3 | Леван Кошадзе    | Черкасский Днепр | 23      | LM     | 18    | 497    | 1    | Нет.                 |
| 4 | Колинс Нгаха     | Авангард         | 34      | CM     | 18    | 1573   | 0    | Нет.                 |
| 5 | Диего Суарес     | Динамо-2         | 23      | CM     | 16    | 1197   | 1    | Да: U20 9/2, U17 2/0 |
| 6 | Гиорги Джгереная | Динамо-2         | 22      | LB     | 5     | 359    | 0    | Да: U21 1/0, U19 3/0 |
| 7 | Лука Коберидзе   | Десна            | 21      | CM     | 8     | 686    | 0    | Нет.                 |

Расшифровка позиций
| LM | Левый полузащитник | CM | Центральный полузащитник | RM | Правый полузащитник |
| RB | Правый защитник    | FW | Нападающий               |    |                     |

### Состав команды, вышедшей в Премьер-лигу
| Игроки, задействованные командой ФК «Звезда» (Кировоград) |
| --- |
| Андрей Бацула (28 игр / 2 забитых гола), Александр Кучеренко (28 / 6), Владислав Лупашко (27), Роман Локтионов (26 / 7), Борис Баранец (25 / 7), Григорий Баранец (25 / 5), Алексей Чичиков (25 / 7), Максим Ковалёв (26), Артём Щедрый (24 / 5), Александр Акименко (23 / 2), Олег Допилка (22 / 1), Евгений Паст (19 / -11), Андрей Мостовой (19 / 3), Игорь Загальский (18 / 2), Ярема Кавацив (15), Александр Деребчинский (15 / 1), Дмитрий Фатеев (15 / 1), Павел Поштаренко (8 / -9), Руслан Зубков (6), Роман Попов (6), Роман Лёпка (2 / -2), Александр Кочура (1), Сергей Керножицкий (1) |
| Главный тренер — Сергей Лавриненко, тренеры — Валерий Шаповалов, Сергей Таран, Артём Коледа |

## Результаты матчей
| Команда           | АВА | ГЕЛ | ГОР | ГСП | ДЕС | ДИН | ЗВЕ | ИЛЬ | НЕФ | НИВ | НИК | ОБО | ПОЛ | СУМ | ТЕР | ЧЕР |
| ----------------- | --- | --- | --- | --- | --- | --- | --- | --- | --- | --- | --- | --- | --- | --- | --- | --- |
| Авангард          |     | 0:0 | 0:1 | 2:1 | 1:1 | 1:0 | 0:2 | 1:2 | 2:3 | +:- | 0:2 | 1:2 | 0:0 | 3:0 | 2:0 | 1:1 |
| Гелиос            | 2:0 |     | 2:1 | 2:0 | 0:1 | 1:1 | 1:1 | 0:0 | 0:2 | +:- | 2:2 | 1:2 | 1:0 | 3:2 | 3:0 | 1:1 |
| Горняк            | 1:1 | 1:1 |     | 3:1 | 0:0 | 0:0 | 0:0 | 1:2 | 0:3 | +:- | 3:0 | 2:1 | 0:0 | 2:0 | 1:1 | 2:1 |
| Горняк-Спорт      | 0:1 | 1:1 | 1:0 |     | 0:0 | 0:0 | 1:1 | 1:1 | 2:0 | 1:3 | 3:1 | 1:2 | 3:4 | 3:0 | 1:3 | 0:1 |
| Десна             | 3:1 | 0:1 | 1:1 | 0:2 |     | 1:2 | 1:0 | 0:1 | 1:2 | +:- | 0:1 | 0:2 | 2:1 | 4:1 | 1:1 | 3:1 |
| Динамо-2          | 2:1 | 0:0 | 0:0 | 1:1 | 3:1 |     | 0:1 | 1:0 | 0:0 | 1:0 | 0:0 | 1:3 | 2:1 | 4:1 | 2:1 | 2:2 |
| Звезда            | 5:1 | 4:0 | 2:1 | 1:3 | 1:0 | 2:1 |     | 0:0 | 1:0 | +:- | 2:1 | 1:2 | 2:0 | 2:0 | 6:0 | 2:0 |
| Ильичёвец         | 1:1 | 3:1 | 2:1 | 0:0 | 0:1 | 4:2 | 3:0 |     | 1:1 | 1:0 | 0:0 | 1:0 | 2:1 | 1:1 | 0:0 | 1:1 |
| Нефтяник-Укрнефть | 4:2 | 0:1 | 2:3 | 0:2 | 1:1 | 1:0 | 2:3 | 1:0 |     | +:- | 0:0 | 1:1 | 1:1 | 0:0 | 2:0 | 0:1 |
| Нива              | 0:1 | -:+ | 0:1 | 0:0 | 2:0 | -:+ | 0:1 | -:+ | 0:1 |     | -:+ | -:+ | 0:1 | 0:4 | -:+ | 1:1 |
| Николаев          | 2:1 | 0:2 | 0:3 | 2:0 | 3:1 | 0:0 | 0:2 | 4:0 | 0:1 | 3:0 |     | 2:2 | 1:1 | 3:1 | 3:0 | 1:0 |
| Оболонь-Бровар    | 1:1 | 1:2 | 2:3 | 1:0 | 0:0 | 2:0 | 1:2 | 0:2 | 3:0 | 2:2 | 0:0 |     | 3:1 | 4:2 | 3:2 | 1:0 |
| Полтава           | 0:1 | 0:0 | 0:0 | 1:0 | 0:1 | 2:0 | 1:0 | 1:2 | 3:1 | +:- | 1:0 | 1:2 |     | 2:2 | 1:0 | 0:2 |
| Сумы              | 3:2 | 0:0 | 2:2 | 0:1 | 0:4 | 2:1 | 0:1 | 0:1 | 3:2 | 1:1 | 2:1 | 2:0 | 1:3 |     | 5:1 | 0:1 |
| Тернополь         | 1:1 | 0:1 | 0:3 | 1:1 | 0:2 | 1:0 | 1:2 | 1:1 | 1:0 | 1:0 | 0:1 | 0:2 | 1:1 | 0:1 |     | 1:0 |
| Черкасский Днепр  | 2:0 | 1:1 | 2:1 | 3:0 | 2:0 | 3:1 | 2:2 | 3:2 | 1:0 | 3:1 | 0:2 | 4:0 | 2:1 | 2:0 | 2:0 |     |

## Статистика

### Показатели посещаемости, дисциплинарных нарушений и среднего возраста футболистов
| #  | Команда           | Средняя | Дома | На выезде | Максимальная |
| -- | ----------------- | ------- | ---- | --------- | ------------ |
| 1  | Звезда            | 2606    | 3144 | 2105      | 5535         |
| 2  | Черкасский Днепр  | 2471    | 3593 | 1348      | 7500         |
| 3  | Оболонь-Бровар    | 1545    | 1427 | 1672      | 2200         |
| 4  | Ильичёвец         | 1676    | 2124 | 1196      | 6000         |
| 5  | Гелиос            | 1213    | 979  | 1448      | 2000         |
| 6  | Горняк            | 2005    | 1596 | 2386      | 2000         |
| 7  | Николаев          | 1787    | 2163 | 1384      | 5500         |
| 8  | Десна             | 1502    | 1513 | 1492      | 4300         |
| 9  | Нефтяник-Укрнефть | 1185    | 996  | 1360      | 1800         |
| 10 | Полтава           | 1103    | 921  | 1272      | 2000         |
| 11 | Динамо-2          | 1132    | 327  | 1994      | 700          |
| 12 | Горняк-Спорт      | 1281    | 954  | 1609      | 1500         |
| 13 | Авангард          | 1064    | 844  | 1269      | 1800         |
| 14 | Сумы              | 1246    | 1121 | 1372      | 2100         |
| 15 | Тернополь         | 1548    | 1813 | 1265      | 5350         |
| 16 | Нива              | 1515    | 1200 | 1869      | 2500         |

| #  | Команда           | Средний возраст |
| -- | ----------------- | --------------- |
| 1  | Звезда            | 21.3            |
| 2  | Черкасский Днепр  | 26.5            |
| 3  | Оболонь-Бровар    | 25.8            |
| 4  | Ильичёвец         | 23.7            |
| 5  | Гелиос            | 25.5            |
| 6  | Горняк            | 25.4            |
| 7  | Николаев          | 25.8            |
| 8  | Десна             | 24.5            |
| 9  | Нефтяник-Укрнефть | 25.7            |
| 10 | Полтава           | 23.3            |
| 11 | Динамо-2          | 20.3            |
| 12 | Горняк-Спорт      | 24.1            |
| 13 | Авангард          | 23.4            |
| 14 | Сумы              | 23.2            |
| 15 | Тернополь         | 24              |
| 16 | Нива              | 27.2            |

## Индивидуальные достижения
| #  | Футболист          | Команда             | Игры | Голы (пен.) | В ср. |
| -- | ------------------ | ------------------- | ---- | ----------- | ----- |
| 1  | Артём Фаворов      | Оболонь-Бровар      | 28   | 16 (3)      | 0,57  |
| 2  | Евгений Чепурненко | Десна               | 28   | 11 (1)      | 0,39  |
| 3  | Сергей Вакуленко   | Ильичёвец           | 25   | 10 (6)      | 0,4   |
| 4  | Артём Ситало       | Горняк              | 26   | 10 (4)      | 0,38  |
| 5  | Денис Скепский     | Черкасский Днепр    | 18   | 8 (2)       | 0,44  |
| 6  | Владимир Баенко    | Горняк              | 27   | 8           | 0,3   |
| 7  | Алексей Чичиков    | Звезда              | 25   | 7           | 0,28  |
| 7  | Борис Баранец      | Звезда              | 25   | 7           | 0,28  |
| 7  | Игорь Сикорский    | Николаев            | 25   | 7 (4)       | 0,28  |
| 10 | Роман Локтионов    | Звезда              | 26   | 7           | 0,27  |
| 10 | Руслан Ивашко      | Горняк-Спорт/Гелиос | 26   | 7           | 0,27  |

| # | Футболист        | Команда                  | Игры | Сухие |
| - | ---------------- | ------------------------ | ---- | ----- |
| 1 | Роман Чумак      | Николаев                 | 27   | 13    |
| 2 | Геннадий Ганев   | Горняк                   | 27   | 12    |
| 3 | Евгений Паст     | Звезда                   | 19   | 11    |
| 3 | Максим Кучинский | Полтава/Черкасский Днепр | 23   | 11    |
| 5 | Евгений Гальчук  | Ильичёвец                | 25   | 10    |
| 5 | Антон Сытников   | Горняк-Спорт             | 29   | 10    |

| # | Футболист          | Команда                 | Гол+пас | Г  | П | И  | В ср. |
| - | ------------------ | ----------------------- | ------- | -- | - | -- | ----- |
| 1 | Артём Фаворов      | Оболонь-Бровар          | 19      | 16 | 3 | 28 | 0,68  |
| 2 | Артём Ситало       | Горняк                  | 16      | 10 | 6 | 26 | 0,61  |
| 3 | Денис Скепский     | Черкасский Днепр        | 12      | 8  | 4 | 18 | 0,67  |
| 4 | Евгений Чепурненко | Десна                   | 12      | 11 | 1 | 28 | 0,43  |
| 5 | Артём Щедрый       | Звезда                  | 11      | 5  | 6 | 24 | 0,46  |
| 6 | Сергей Вакуленко   | Ильичёвец               | 11      | 10 | 1 | 25 | 0,44  |
| 7 | Ярослав Ямполь     | Горняк/Черкасский Днепр | 11      | 4  | 7 | 29 | 0,38  |
| 8 | Юрий Бушман        | Черкасский Днепр        | 10      | 4  | 6 | 24 | 0,42  |

| # | Футболист           | Команда                        | Пасы | Игры | В ср. |
| - | ------------------- | ------------------------------ | ---- | ---- | ----- |
| 1 | Ярослав Ямполь      | Горняк/Черкасский Днепр        | 7    | 29   | 0,24  |
| 2 | Артём Щедрый        | Звезда                         | 6    | 24   | 0,25  |
| 2 | Юрий Бушман         | Черкасский Днепр               | 6    | 24   | 0,25  |
| 4 | Артём Ситало        | Горняк                         | 6    | 26   | 0,23  |
| 5 | Антон Савин         | Горняк-Спорт/Нефтяник-Укрнефть | 6    | 28   | 0,21  |
| 6 | Владимир Бидловский | Оболонь-Бровар                 | 5    | 21   | 0,24  |
| 7 | Виталий Богданов    | Тернополь                      | 5    | 23   | 0,22  |
| 8 | Виталий Собко       | Авангард                       | 5    | 24   | 0,21  |

### Список игроков забивавших три мяча в одной игре
| # | Дата       | Футболист          | Команда        | Соперник | Поле | Минуты     | Счёт | *      |
| - | ---------- | ------------------ | -------------- | -------- | ---- | ---------- | ---- | ------ |
| 1 | 5.09.2015  | Василий Продан     | Оболонь-Бровар | Сумы     | Д    | 31, 49, 67 | 4:2  | [ 18 ] |
| 2 | 27.05.2016 | Евгений Чепурненко | Десна          | Авангард | Д    | 6, 19, 43  | 3:1  | [ 19 ] |

## Экипировка команд
Список производителей экипировки для команд первой лиги в сезоне 2015/16
| Бренд    | Команд | Клубы                                             |
| -------- | ------ | ------------------------------------------------- |
| Adidas   | 5      | Авангард, Горняк-Спорт, Динамо-2, Ильичёвец, Сумы |
| Nike     | 3      | Гелиос, Десна, Нефтяник-Укрнефть                  |
| Joma     | 3      | Звезда, Полтава, Оболонь-Бровар                   |
| Umbro    | 3      | Горняк, Николаев, Тернополь                       |
| K-Sector | 1      | Нива                                              |
| Swift    | 1      | Черкасский Днепр                                  |